# Catocala amasia
Catocala amasia là một loài bướm đêm trong họ Erebidae.